# Rivière de Tréguier
La rivière de Tréguier, du nom de la commune principale traversée, Tréguier, est une ria ou aber allant de la confluence entre le Jaudy et le Guindy jusqu'à la Manche. Parfois le nom de Jaudy, celui du fleuve côtier principal en amont de la confluence, lui est préféré.

## Affluents
- Le Lizildry en rive gauche, Plouguiel - Plougrescant